# 유유백서 마강통일전
《유유백서 마강통일전》은 일본 회사 트레저가 개발하고 세가가 배급한 1994년 메가 드라이브 대전 격투 게임이다. 《유유백서》의 주인공 우라메시 유스케과 주요인물들이 등장하는 것이 특징이다.
원작에서 등장했던 주인공 일행과 적들을 포함해 총 11명이 등장하며, 전형적인 2D 그래픽 격투 게임플레이를 갖췄다. 토너먼트 매치 모드, 태그 팀 모드, 배틀로얄 모드 등 갖가지 다인용 모드가 탑재됐다. 최대 4인 플레이를 지원한다.
《유유백서 마강통일전》은 1994년 당시 일본에서만 발매됐고 북미나 유럽 지역에선 출시되지 않았다. 일본 외에 공식으로 발매된 나라는 브라질이 유일하며, 1999년 당시 브라질 국내 메가 드라이브 판매를 담당하고 있던 테크토이가 판권을 획득해 《유유백서: 선셋 파이터즈》라는 제목으로 출시했다. 이후 다시 재발매되지 않다가 2019년에 출시된 전용 콘솔 메가 드라이브 미니 일본판에 수록됐다.

## 게임플레이
《유유백서 마강통일전》은 토가시 요시히로가 그린 소년 점프 만화 《유유백서》에 기반한 대전 격투 게임이다.

## 평가
| 평가 |         |
| --- | ------- |
| 평론 점수 평론사 점수 Ação Games 9/10 [ 2 ] Beep! MegaDrive 7.75/10 [ 3 ] Famitsu 25/40 [ 4 ] Mean Machines 76% [ 5 ] Retro Gamer 95% [ 6 ] Joypad 90% [ 7 ] Mega Console 81/100 [ 8 ] |         |
| 평론 점수 |         |
| 평론사 | 점수    |
| Ação Games | 9/10    |
| Beep! MegaDrive | 7.75/10 |
| Famitsu | 25/40   |
| Mean Machines | 76%     |
| Retro Gamer | 95%     |
| Joypad | 90%     |
| Mega Console | 81/100  |

## 참조
1. ↑  일본어: 幽☆遊☆白書 魔強統一戦
2. ↑  영어: Yu Yu Hakusho: Sunset Fighters